# 複合艇

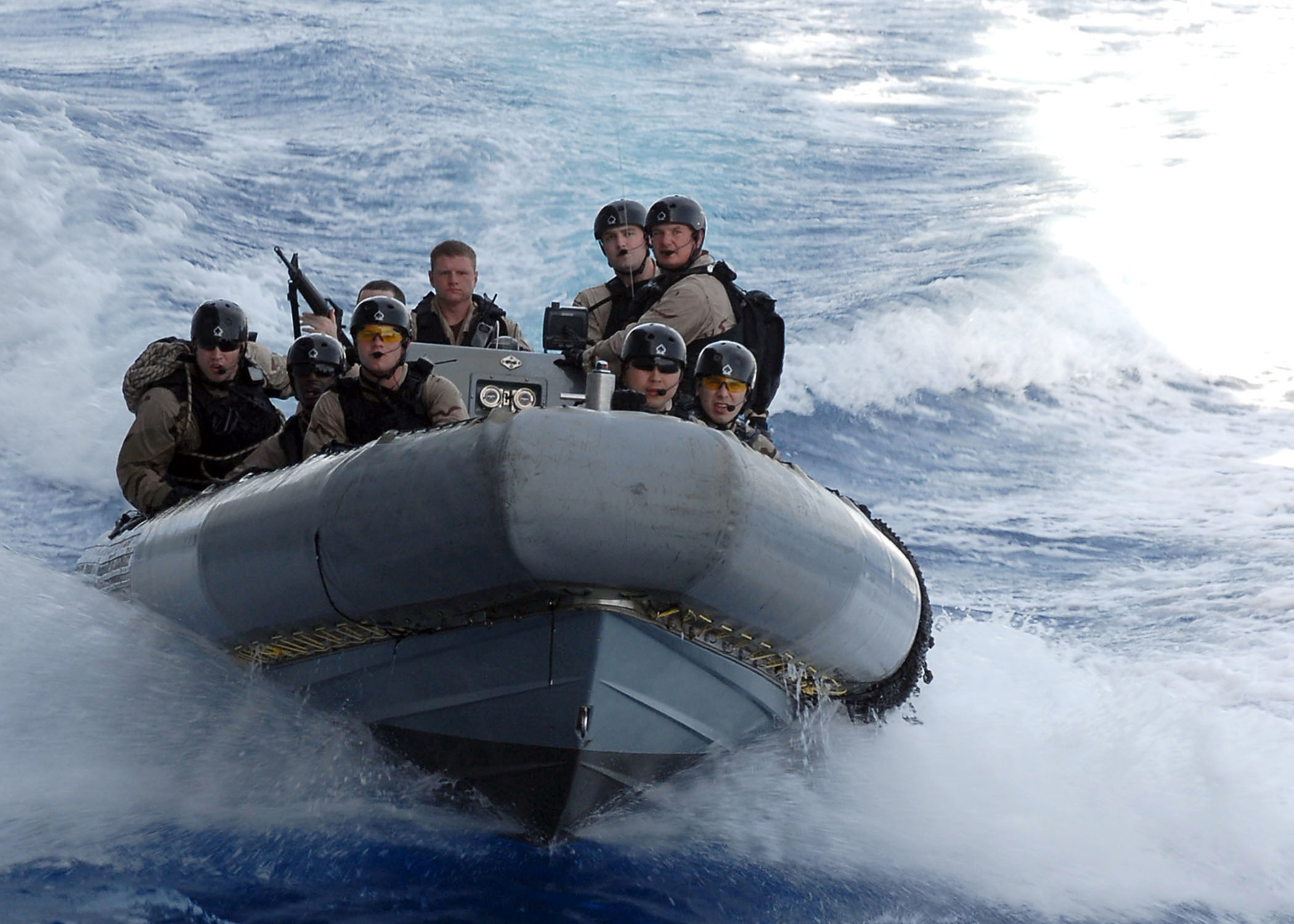
アメリカ海軍のRHIB。立入検査隊が搭乗している

複合艇（ふくごうてい、英：Rigid-hulled inflatable boat, 略称：RHIBあるいはRIB）は、ボートの形式のひとつ。硬式ゴムボートあるいは複合型ゴムボート（GB：主に海上保安庁での呼称）と呼ばれることもある。

## 概要
インフレータブルボートを元に、船底を繊維強化プラスチックなど硬質の素材としており、船体はディープV型など滑走船型を採用している。これにより、低速時にはインフレータブルボートと同様に大きな予備浮力によって復原力が確保される一方、高速時の波浪衝撃にも耐えられる強度も確保されている。全体を硬性素材で製作したボートよりも軽量となるので高速を発揮でき、ブルワーク兼用のゴムチューブが防舷材としての機能を兼ねることから、臨検などにおいて特に有用である。また、船底が硬性素材なので、通常のインフレータブルボートよりも船内作業時の足元が安定することから民間用途でも多くが使われている。また、近年では船底だけでなく浮体も硬質材料で作ったものも登場しており、これはRBB（Rigid Buoyant Boat）と称される。RBBは通常のRHIBよりも丈夫なので、独航型の小型哨戒艇などに採用されることが多い。
なお、RHIBは従来の搭載艇よりも軽量であることから、大掛かりなミランダ型ダビットではなく、より軽量なクレーンによる1点吊り下げ（シングル・ポイント・リフティング）による降下・揚収が可能となっている。近年では、乗員を乗せた状態で降下・揚収を行えるクレーン・システムが主流になっている。

## 運用
海上治安活動の比重が高まるのに伴い、RHIBは近年、各国の沿岸警備隊や海軍で広く採用されるようになっている。アメリカ海軍のアーレイ・バーク級ミサイル駆逐艦やイギリス海軍の23型フリゲートでは、重量低減策も兼ねて従来の内火艇およびダビットを廃し、RHIBおよび小型クレーンを搭載している。

### アメリカ
アメリカ海軍および沿岸警備隊では、7メートル級RHIBを艦載艇として広く戦闘艦やカッターに搭載し、各艦搭乗の立入検査隊による臨検や、その他の洋上活動に使用している。また、海軍ではNavy SEALsなど特殊部隊の長距離潜入・洋上対テロ用として、より大型の11メートル級RHIBを運用している。
アメリカ海軍は1980年代後半より、ゾディアック・エアロスペース社およびウィラード・マリン社製の7メートル級複合艇を採用しはじめた。アーレイ・バーク級ミサイル駆逐艦はゾディアック社製Mk.6 RHIBを艦載艇として搭載した。後には、ゾディアック社製のハリケーンH733およびウィラード社製シー・フォースが採用されて、標準的な艦載艇として広く搭載されるようになっている。これらは最大で18名が搭乗でき、最大速力は39ノットである。
沿岸警備隊では、ゾディアック社製の7メートル級RHIBを短距離追跡艇（SRP）、ウィラード社製の11メートル級RHIBを長距離要撃艇（LRI）として採用している。SRPは標準的な艦載艇としてカッターに広く搭載されている他、大型のカッターには、より大型で高速・航続距離の長いLRIも並行して搭載される。これらはカッターの船尾に設けられたスリップ・ウェイから降下・揚収されることが多い。
また、港湾や沿岸での警備用として、甲板室を持つ独航型の複合艇も採用されており、海軍は9.8メートル級のRHIBであるウィラード・マリン・キングストン哨戒艇や10.4メートル級のRHIBであるシー・アーク・ドーントレス哨戒艇などを、沿岸警備隊は8メートル級のRBBであるディフェンダー型哨戒艇を運用している。

### 日本
海上自衛隊では、アメリカ海軍と同様の11メートル級RHIBを特別機動船（SB）の名称で採用し、特別警備隊が装備している。これは、ソマリア沖海賊の対策部隊派遣に参加した護衛艦にも、通常の内火艇に代えて搭載された。
また、これとは別に、7.5メートル級RHIB、6.3メートル級RHIBおよび4.9メートル級RHIBが複合型作業艇の名称で採用されている。7.5メートル級複合型作業艇は、海上自衛隊がもっとも初期から運用している複合艇で、アメリカ海軍やNATO諸国と同様、ゾディアック社製のハリケーンH733が採用されており、2005年より調達されはじめた改良型（MIDIO型）は、必要に応じて艦載化されるともされている。6.3メートル級複合型作業艇は28ノットの高速を発揮して臨検に用いることができるもので、はやぶさ型ミサイル艇やひうち型多用途支援艦に搭載されている。一方、4.9メートル級複合型作業艇は比較的低速で、従来型の作業艇と同様に洋上作業に重点を置いており、多くの護衛艦に搭載されるようになっている。
一方、海上保安庁や水産庁でも、複合型ゴムボート（GB)などの呼称で、RHIBの採用が進められており、7メートル級RHIBは大型巡視船に、6メートル級RHIBは中・小型巡視船に、4.8メートル級RHIBは巡視船およびPC型巡視艇、漁業取締船に搭載されている。これらはいずれも高速力を発揮でき、臨検の任務に使用される。ただし、救難用途では従来使用されてきた高速警備救難艇のほうが使い勝手が良いことから、これらもRHIBと並行して搭載されることがある。
また十和田湖では、民間企業により2011年よりRHIBを用いたツアーが催され、2014年には7隻に増勢している。

## ギャラリー

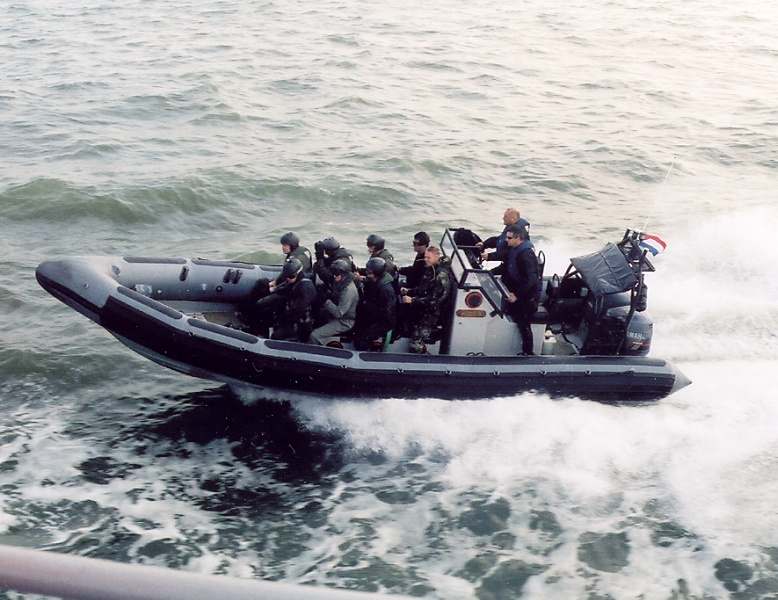
オランダ海兵隊のRHIB
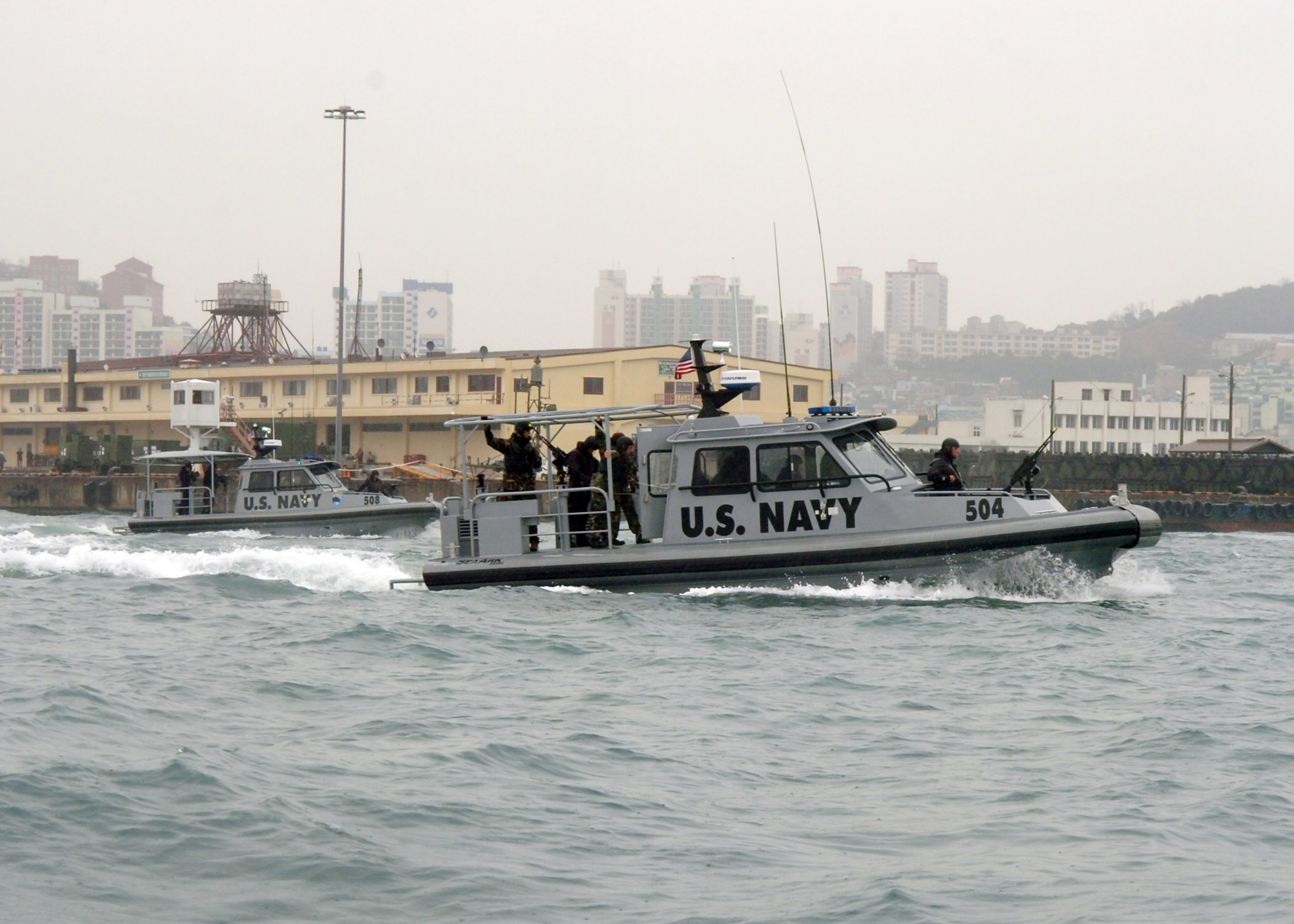
アメリカ海軍のドーントレス型RHIB
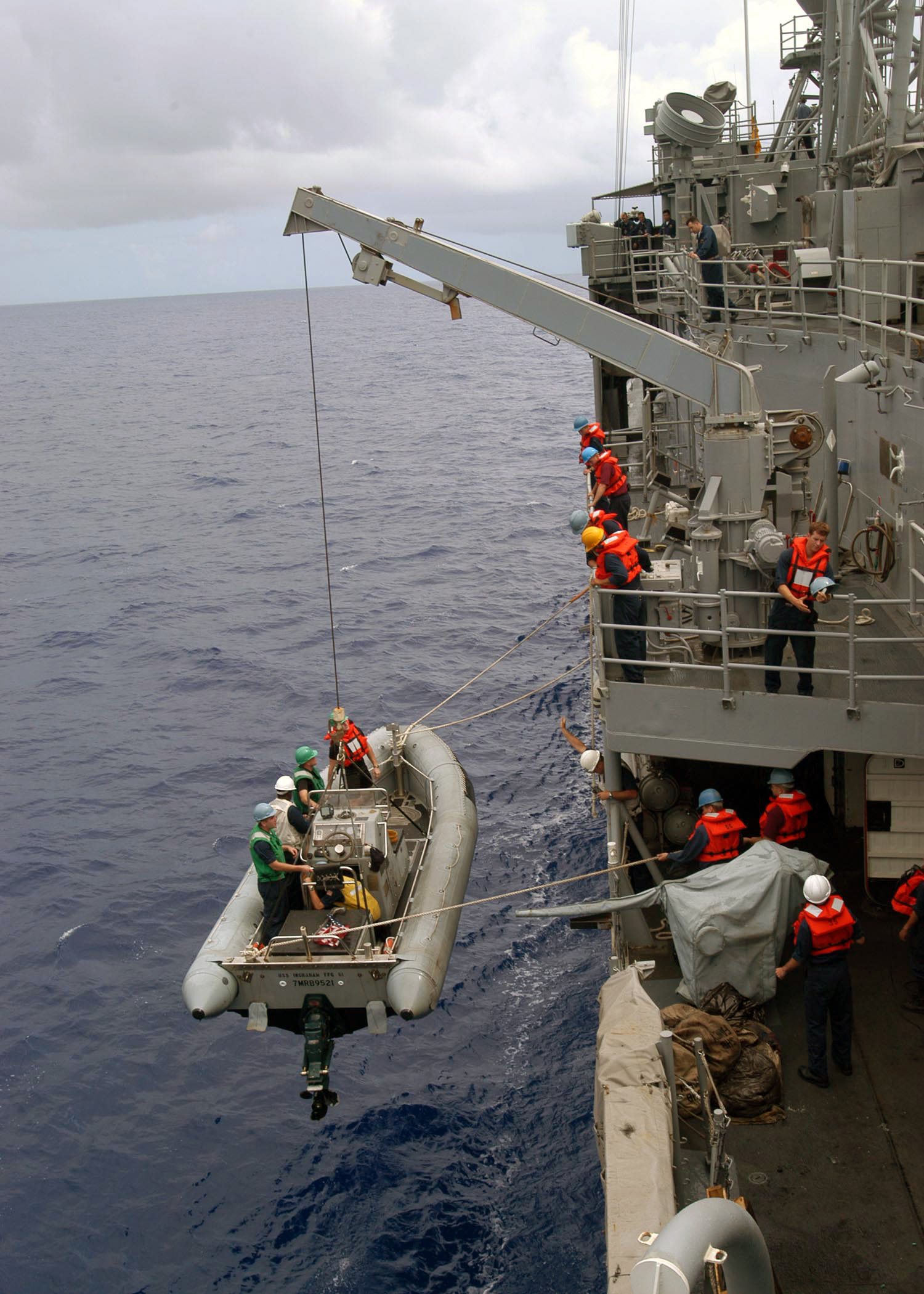
乗員を乗せたまま、クレーンにより揚収されるアメリカ海軍のRHIB

## 登場作品

### 映画・テレビドラマ
『キャプテン・フィリップス』
アーレイ・バーク級ミサイル駆逐艦「ベインブリッジ」に搭載された7メートル級複合艇が、ソマリア沖の海賊と彼らに拉致されたフィリップス船長が乗る救命艇に、VBSSチームを偵察に向かわせるため使用される。
『ザ・ラストシップ』
架空のアーレイ・バーク級ミサイル駆逐艦「ネイサン・ジェームズ」に搭載された7メートル級複合艇が、VBSSチームなどによる臨検や上陸時に使用される。
アメリカ海軍の全面協力で、実物が撮影に使用されている。
『バトルシップ』
アーレイ・バーク級ミサイル駆逐艦「ジョン・ポール・ジョーンズ」に搭載された7メートル級複合艇が、海上に出現した未確認物体への臨検に使用され、その後出現したエイリアンの侵略兵器と交戦する。
アメリカ海軍で使われているものと同型のものが撮影に使用されているが、実物と違い、M134 ミニガンが銃架に取り付けられている。

### ゲーム
『グランド・セフト・オートIV』
「Dinghy」の名称で登場する。
『バトルフィールドシリーズ』
『BF2』
武装としてM249軽機関銃が搭載されている。
『BF2MC』
武装としてM2重機関銃が搭載されている。
『BF3』
マルチプレイに「RHIB」の名称で登場。武装としてM2重機関銃が搭載されている。
『BF4』
マルチプレイ、キャンペーンで使用可能。名称は前作と同じく「RHIB」だが、武装が変更されており、M2重機関銃ではなくM134 ミニガンが搭載されている。
『マーセナリーズ2 ワールド イン フレームス』
「ワーホース巡視艇」の名称で登場し、ユニバーサル石油が使用する。武装としてMk.19 グレネードランチャーと3丁のM60機関銃を搭載している。